# Labastide-Gabausse
Labastide-Gabausse – miejscowość i gmina we Francji, w regionie Oksytania, w departamencie Tarn.
Według danych na rok 1990 gminę zamieszkiwało 409 osób, a gęstość zaludnienia wynosiła 34 osób/km² (wśród 3020 gmin regionu Midi-Pireneje Labastide-Gabausse plasuje się na 668. miejscu pod względem liczby ludności, natomiast pod względem powierzchni na miejscu 950.).